# Revolución comunera de 1721-1735 (Paraguay)
La Segunda revolución comunera del Paraguay fue un movimiento de encomenderos en Paraguay, que tomó el término comunero a ejemplo de las Comunidades de Castilla, en lo que podría considerarse el camino a la Independencia.

## Comienzo
A comienzos del siglo XVII el fraile franciscano Luis de Bolaños fundó 7 pueblos en los territorios comprendidos entre los ríos Paraguay y Uruguay. Bajo la dirección de los padres de la Compañía de Jesús y con un trabajo suave de los indios se alcanzó un bienestar social y económico en poco tiempo. Sin embargo, la burguesía mercantil de Asunción estaba descontenta y hostigaba a la Compañía de Jesús, por considerar que las reducciones ocupaban la mejor parte del suelo paraguayo y que impedían que explotaran a los indígenas, usándolos como mano de obra barata.
En 1717, estos encomenderos sintiéndose resentidos por la competencia en la explotación de los indígenas y demás recursos, por parte de la Compañía de Jesús y del nuevo gobernador Diego de los Reyes Balmaceda, iniciaron un pleito en su contra. Cuatro años más tarde la Audiencia de Charcas envió al juez de indios José de Antequera, quien procesó y destituyó a Reyes. Este pudo huir y trató de recuperar el cargo. 

### Acusaciones contra Balmaceda
Las denuncias formuladas por los vecinos de Asunción contra el gobernador Reyes de Balmaceda eran:
- Carecer de la “Dispensa de Naturaleza” para ejercer la gobernación, ya que la Ley prohibía nombrar a un vecino del lugar a gobernar.
- Llevar una guerra innecesaria a las tolderías de los payaguá, causándoles gran mortandad.
- Tener ocupados a 200 indígenas en el laboreo de la yerba mate más tiempo de lo debido, sin las compensaciones establecidas en la ley.
- Establecer impuestos sin estar autorizado para ello.
- Comerciar con extranjeros pese a la prohibición, y abusar de su influencia para adjudicarse beneficios en el tráfico fluvial.
- Interceptar los caminos que conducían a Charcas y mantener prisioneros a respetables vecinos de la provincia.

Reducciones jesuíticas.

Las acusaciones contra Reyes Balmaceda buscaban defender los intereses económicos de los propietarios de tierras y encomiendas, regidores del cabildo, comerciantes e ilustrados criollos de la provincia, contra la agobiante competencia en la explotación de los indígenas y los recursos, ejercida por la Provincia Jesuítica del Paraguay.
La guerra desatada contra los guaraníes en sus tolderías, era un escarmiento por los constantes ataques y pillajes, que estos cometían en el tráfico fluvial, causando víctimas y pérdidas comerciales. A este pueblo se lo denominaba piratas del río Paraguay.
Probablemente, lo que más molestó a los colonos fue la entrega de los prisioneros payaguá a los jesuitas, en vez de entregárselos a ellos para aumentar sus encomiendas. Pero como el gobernador no gozaba de la simpatía de los vecinos, aprovechó la ocasión para vengarse de algunos de ellos, y así desató una más de las contiendas acaecidas en América en la primera mitad del siglo XVIII.

### Primera etapa
En 1721, ante la desobediencia de Balmaceda a las órdenes de García Miranda, la Audiencia de Charcas envió a José de Antequera y Castro como «juez pesquisidor», para investigar las denuncias. Como resultado de la investigación, Antequera y Castro separó a Reyes de Balmaceda por ser acusado y culpable de la revolución comunera.
En 1724, Antequera organizó un ejército para enfrentar a las tropas enviadas contra él, a las que venció. Pero unos meses después, un ejército más poderoso, organizado en las misiones por el gobernador del Río de la Plata, Bruno Mauricio de Zabala, lo obligó a huir a Córdoba, ante la imposibilidad de ofrecer resistencia. Zabala entró en Asunción y nombró gobernador del Paraguay a Martín de Barúa.

### Segunda etapa
Antequera permaneció un tiempo en Córdoba, y luego se presentó ante la Audiencia de Charcas para pedir protección, pero fue hecho prisionero y enviado a Lima, donde se inició un proceso por su actuación en el Paraguay.
Estando en la cárcel, conoció al abogado Fernando de Mompox y Zayas, a quien convenció de sus ideales e intereses. Mompox escapó en 1730 y se dirigió al Paraguay donde se unió a los comuneros, al frente de los cuales luchó por imponer el “poder común”. Fue apresado en 1731 y enviado a Buenos Aires primero y luego a Lima, aunque desde Cuyo logró fugarse al Brasil.
Antequera y Juan de Mena fueron condenados a muerte y ejecutados en 1731. Cuando esta noticia fue conocida en Asunción, los comuneros se alzaron nuevamente y en un encuentro en 1733 en Guayaibity (Pirayú) fue muerto el Gobernador del Paraguay Manuel Agustín de Ruiloba. Desde Buenos Aires tuvo que venir por segunda vez Bruno Mauricio de Zabala, quien venció a los Comuneros en Tavapy en 1735.

## Sanciones
Bruno Mauricio de Zabala dispuso medidas extremas contra la provincia, entre ellas:
- La condena a muerte por horca y descuartizamiento de varios comuneros y el destierro con la confiscación de sus bienes a otros rebeldes.
- La declaración de que la Real Provisión del 12 de septiembre de 1537 ya no estaba en vigencia y que su uso había sido ilícito, pues no se hallaba inserta en la Recopilación de 1680.
- La cesantía de los corregidores del Cabildo vinculados con los comuneros, ocupando los cargos vacantes con partidarios del Virrey.
- La prohibición absoluta de reunión o junta de personas en cualquier lugar de la provincia, bajo pena de ser declaradas conspiradoras y condenadas a la pena capital y pérdida de bienes.
- La obligación de todas las personas de cualquier sexo, calidad o estado, de acatar, respetar y reverenciar las órdenes reales, con advertencia de severos castigos.

## Consecuencias
Los trágicos resultados de la Revolución comunera del siglo XVIII se proyectaron por muchos años. A las drásticas medidas dictadas por Bruno Mauricio de Zabala se sumó en 1739, el mandato de la Audiencia de Charcas de restaurar el Puerto Preciso de Santa Fe, con lo que las embarcaciones paraguayas eran obligadas a desembarcar a mitad de camino y los comerciantes eran agobiados con altos impuestos y obligados a transportar las mercaderías en carretas desde Santa Fe hasta Buenos Aires. 
En octubre de 1776 Carlos III ordenó la creación del Virreinato del Río de la Plata, que comprendía los territorios de Buenos Aires, Paraguay, Tucumán, Potosí, Santa Cruz de la Sierra, Charcas y Cuyo, con la finalidad de dividir el Virreinato del Perú y facilitar la gobernabilidad del Imperio.